# Nederlandse kampioenschappen schaatsen afstanden 2023 - 500 meter vrouwen
De 500 meter vrouwen op de Nederlandse kampioenschappen schaatsen afstanden 2023 werd gehouden op zaterdag 4 februari 2023 in Thialf in Heerenveen. Er reden 20 deelneemsters mee.
Titelverdedigster was Jutta Leerdam, die de titel pakte tijdens de Nederlandse kampioenschappen schaatsen afstanden 2022. Femke Kok won de eerste omloop, Leerdam de tweede en opgeteld was Kok sneller. De drie tijdsnelsten mochten naar het WK, in dit geval viel dat samen met het eindpodium.

## Uitslag
| #      | Schaatsster         | Tijd 1     | Tijd 2     | Punten |
| ------ | ------------------- | ---------- | ---------- | ------ |
| Goud   | Femke Kok           | 37,48 (1)  | 37,64 (2)  | 75,120 |
| Zilver | Jutta Leerdam       | 37,80 (3)  | 37,53 (1)  | 75,330 |
| Brons  | Michelle de Jong    | 37,65 (2)  | 37,74 (3)  | 75,390 |
| 4      | Marrit Fledderus    | 37,84 (4)  | 37,89 (4)  | 75,730 |
| 5      | Naomi Verkerk       | 38,00 (5)  | 38,09 (6)  | 76,090 |
| 6      | Isabel Grevelt      | 38,17 (6)  | 38,17 (8)  | 76,340 |
| 7      | Helga Drost         | 38,33 (8)  | 38,15 (7)  | 76,480 |
| 8      | Dione Voskamp       | 38,56 (12) | 38,03 (5)  | 76,590 |
| 9      | Esmé Stollenga      | 38,31 (7)  | 38,40 (9)  | 76,710 |
| 10     | Maud Lugters        | 38,35 (9)  | 38,72 (13) | 77,070 |
| 11     | Sanneke de Neeling  | 38,49 (10) | 38,64 (10) | 77,130 |
| 12     | Marit van Beijnum   | 38,51 (11) | 38,68 (11) | 77,190 |
| 13     | Anna Boersma        | 38,82 (14) | 38,70 (12) | 77,520 |
| 14     | Jildou Hoekstra     | 38,70 (13) | 39,12 (15) | 77,820 |
| 15     | Ramona Westerhuis   | 38,88 (15) | 39,09 (14) | 77,970 |
| 16     | Amber Duizendstraal | 39,27 (17) | 39,59 (16) | 78,860 |
| 17     | Sacha van der Weide | 39,32 (18) | 39,63 (17) | 78,950 |
| 18     | Lotte Groenen       | 39,49 (19) | 39,71 (18) | 79,200 |
| 19     | Anne Plat           | 40,38 (20) | 40,55 (19) | 80,930 |
| 20     | Sylke Kas           | 39,09 (16) | DNF        | 39,090 |

1987 · 
1988 · 
1989 · 
1990 · 
1991 · 
1992 · 
1993 · 
1994 · 
1995 · 
1996 · 
1997 · 
1998 · 
1999 · 
2000 · 
2001 · 
2002 · 
2003 · 
2004 · 
2005 · 
2006 · 
2007 · 
2008 · 
2009 · 
2010 · 
2011 · 
2012 · 
2013 · 
2014 · 
2015 · 
2016 · 
2017 · 
2018 · 
2019 · 
2020 · 
2021 · 
2022 · 
2023 · 
2024 · 
2025